# Паркер, Нэйт
Нэйт Паркер (англ. Nate Parker, род. 18 ноября 1979 года) — американский актёр, режиссёр и сценарист.

## Биография
Паркер родился в Норфолке, штат Вирджиния. Его матери на момент рождения Паркера было семнадцать. Он окончил школу в Хэмптон-Роудс, штат Вирджиния, где жил вместе со своими многочисленными родственниками в трехкомнатной квартире не имея материального достатка. Паркер окончил Университет Оклахомы и затем работал моделью, в ходе чего был обнаружен Лос-анджелесским менеджером по поиску новых лиц.
Паркер получил известность после роли в фильме Дензела Вашингтона «Большие спорщики» в 2007 году. В следующем году он играл любовный интерес для героини Алиши Киз в фильме «Тайная жизнь пчёл», после чего продолжал играть роли второго плана в разнообразных фильмах. В 2014 году он воссоединился с режиссёром «Тайная жизнь пчёл» Джиной Принс-Байтвуд в её фильме «За кулисами», играя с Гугу Мбата-Роу.
В 2015 году Паркер выступил режиссёром, сценаристом и исполнителем главной роли в фильме «Рождение нации» о восстании афро-американских рабов в штате Вирджиния 21 августа 1831 года под руководством Ната Тёрнера.

## Фильмография
| Год  | Название на русском   | Название на английском   | Роль                | Примечания                 |
| ---- | --------------------- | ------------------------ | ------------------- | -------------------------- |
| 2005 | Жестокий мир          | Cruel World              | Техно               |                            |
| 2005 | Грязное дело          | Dirty                    | Дастер              |                            |
| 2007 | Гордость              | Pride                    | Хаким               |                            |
| 2007 | Большие спорщики      | The Great Debaters       | Генри Лоу           |                            |
| 2008 | Туннели смерти        | Tunnel Rats              | Джим Лидфорд        |                            |
| 2008 | Преступник            | Felon                    | Офицер Коллинз      |                            |
| 2008 | Тайная жизнь пчёл     | The Secret Life of Bees  | Нил                 |                            |
| 2008 | Рим и Джуэл           | Rome & Jewel             | Рим                 |                            |
| 2009 | Помеченный кровью     | Blood Done Sign My Name  | Бен Чавис           |                            |
| 2012 | Красные хвосты        | Red Tails                | Мартин Джулиан      |                            |
| 2012 | Порочная страсть      | Arbitrage                | Джимми Грант        |                            |
| 2012 | Лето в Ред Хук        | Red Hook Summer          | Бокс                |                            |
| 2013 | В бегах               | Ain’t Them Bodies Saints | Суитти              |                            |
| 2014 | Воздушный маршал      | Non-Stop                 | Зак                 |                            |
| 2014 | Про Алекса            | About Alex               | Бен                 |                            |
| 2014 | Каждая секретная вещь | Every Secret Thing       | Кевин Джонс         |                            |
| 2014 | За кулисами           | Beyond the Lights        | Каз Никол           |                            |
| 2014 | Эдем                  | Eden                     | Слим                |                            |
| 2016 | Рождение нации        | The Birth of a Nation    | Нэт Тёрнер          | также режиссёр и сценарист |
| 2019 | Американская кожа     | American Skin            | Линкольн Джефферсон | также режиссёр и сценарист |